# Þrymskviða

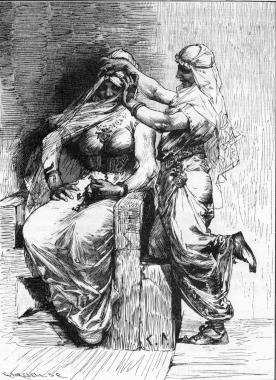
Thor se disfraza de novia y Loki como su dama de compañía.

Þrymskviða (también Thrymskviða, Thrymskvitha, Thrymskvidha o Thrymskvida) es uno de los más conocidos poemas de la Edda poética, además de ser uno de los mitos nórdicos que más perduró en popularidad en escandinavia y continuó siendo relatado y cantado bajo varias formas hasta el siglo XIX.

## Sinopsis
El gigante Þrymr roba a Thor su martillo, Mjolnir, y reclama a Freya a cambio, pretendiendo que se le entregue a la diosa por esposa. En lugar de Freyja, los Æsir visten a Thor como novia y a Loki como su dama de compañía, y ambos viajan al Jötunheimr para la "boda." La identidad de Thor es cómicamente apuntada durante toda la recepción que organizó el gigante (el dios come un buey entero), con Loki dando explicaciones poco convincentes pero que hacían que en cierta forma el gigante aceptara el extraño comportamiento (alegaba que el inmenso apetito de la novia era debido a que no había comido nada en los últimos siete días como consecuencia de su emoción). Mjölnir fue finalmente colocado en las manos de Thor como parte de la ceremonia de la boda, permitiendo al dios matar a todos los gigantes y regresar a su morada.

## Análisis
No hay acuerdo entre los eruditos sobre la edad del Þrymskviða. Algunos lo ven como una obra completamente pagana y entre los más antiguos de los poemas éddicos. Otros lo consideran como una más reciente parodia cristiana de los dioses paganos.
En otras historias, las explicaciones de Loki sobre el comportamiento de Thor tiene una clara analogía con el cuento de Caperucita Roja, donde el lobo da explicaciones absurdas sobre sus diferencias con la abuela de Caperucita.

## La canción de Thor
Partes de la historia relatada en Þrymskviða se mantuvieron en la Canción de Thor, una canción que era conocida en escandinavia y de la cual hay relatos suecos entre los siglos XVII y XIX. En esta canción Thor es llamado Torkar, Loki es Locke Lewe, Freyja señorita Frojenborg y Þrymr Trolletrams.
Un ciclo de rímur islandés del siglo XV, Þrymlur, relata la misma historia y está evidentemente basada en Þrymskviða.